# Orientalisztika

Eugène Delacroix: Algériai nők otthon, 1834.

Az orientalisztika, más néven keletkutatás a keleti kultúrákkal foglalkozó tudomány, illetve művészet megnevezése. A szó a latin oriens, azaz kelet szóból származik. Az orientalisztika mint tudomány az ázsiai nyelvek, történelem és kultúra kutatásával foglalkozik, az orientalista művészek pedig előszeretettel fordulnak keleti témákhoz. A művészetek, különösen a festészet terén a keleti, főleg iszlám és ázsiai témákat feldolgozó, ottani hatásokat mutató irányzatot orientalizmusnak is nevezik.
Edward Said Orientalizmus című könyvének megjelenéséig jórészt pozitív jelentéssel bírt, az orientalistákat a kelethez vonzódónak és azt pozitívan lefestőnek tartották. Said szerint az orientalisták egy része azonban gyarmatosító, imperialista célokkal rendelkezett, a keletet a nyugati államokban elterjedt sztereotípiák alapján festette le, a keleti kultúrák megismerésének igazi célja a területszerzés volt.